# Grand Prix automobile de Grande-Bretagne 1957
GP précédent GP suivant
Le Grand Prix de Grande-Bretagne 1957 (Xth British Grand Prix), disputé sur le circuit d'Aintree le 20 juillet 1957, est la soixante-et-unième épreuve du championnat du monde de Formule 1 courue depuis 1950 et la cinquième manche du championnat 1957. Il a également reçu le titre de Grand Prix d'Europe.

## Contexte avant le Grand Prix

### Le championnat du monde
Quatrième saison se disputant sous la réglementation Formule 1 2,5 litres (moteur 2 500 cm3 atmosphérique ou 750 cm3 suralimenté, carburant libre, la campagne 1957 est à ce stade de l'année totalement dominée par Juan Manuel Fangio, qui sur sa Maserati a remporté les Grands Prix d'Argentine, de Monaco et de France et compte déjà dix-huit points d'avance sur son premier poursuivant, le pilote de la Scuderia Ferrari Luigi Musso. Provisoirement second du championnat, l'Américain Sam Hanks, vainqueur des 500 miles d'Indianapolis, courus sous la formule USAC, a pris sa retraite sportive et ne concourt donc pas pour le titre mondial. Principal rival de Fangio, le Britannique Stirling Moss a vécu un début de saison catastrophique : problèmes mécaniques en Argentine, accident à Monaco et forfait en France à cause d'une infection des sinus, et a d'ores et déjà perdu tout espoir de rattraper le champion argentin.

### Le circuit

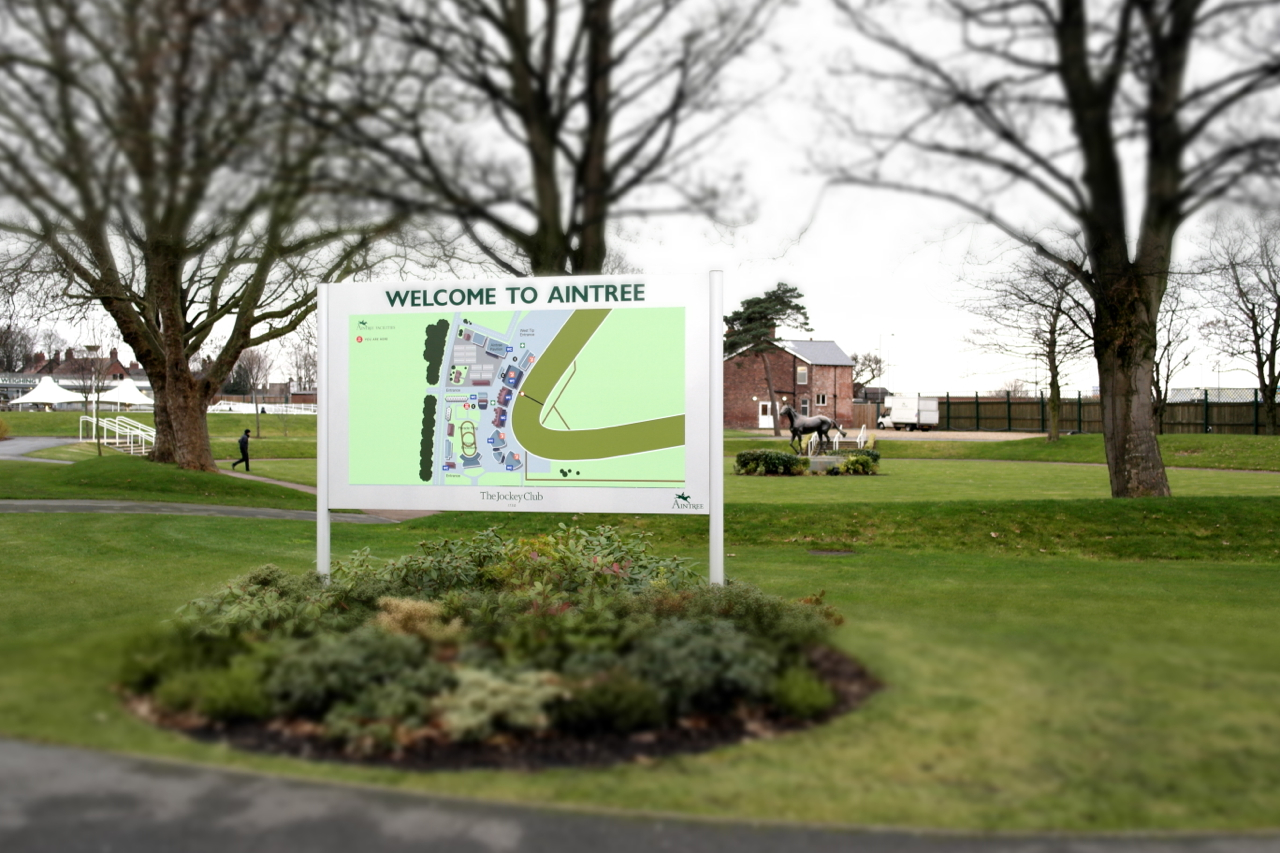
Le circuit est tracé sur le site de l'hippodrome d'Aintree.

C'est la seconde fois que le circuit situé au nord de la petite ville d'Aintree (près de Liverpool), à l'intérieur du célèbre hippodrome de la ville, est utilisé pour une épreuve mondiale. Son tracé sinueux, développant 4,8 kilomètres, offre une excellente visibilité aux spectateurs. Inauguré en 1954, il avait été le théâtre de la première victoire de Stirling Moss en championnat du monde, en 1955, sur Mercedes-Benz. Moss avait à cette occasion battu le record du tour, à plus de 144 km/h de moyenne.

## Monoplaces en lice
- Ferrari 801 "Usine"

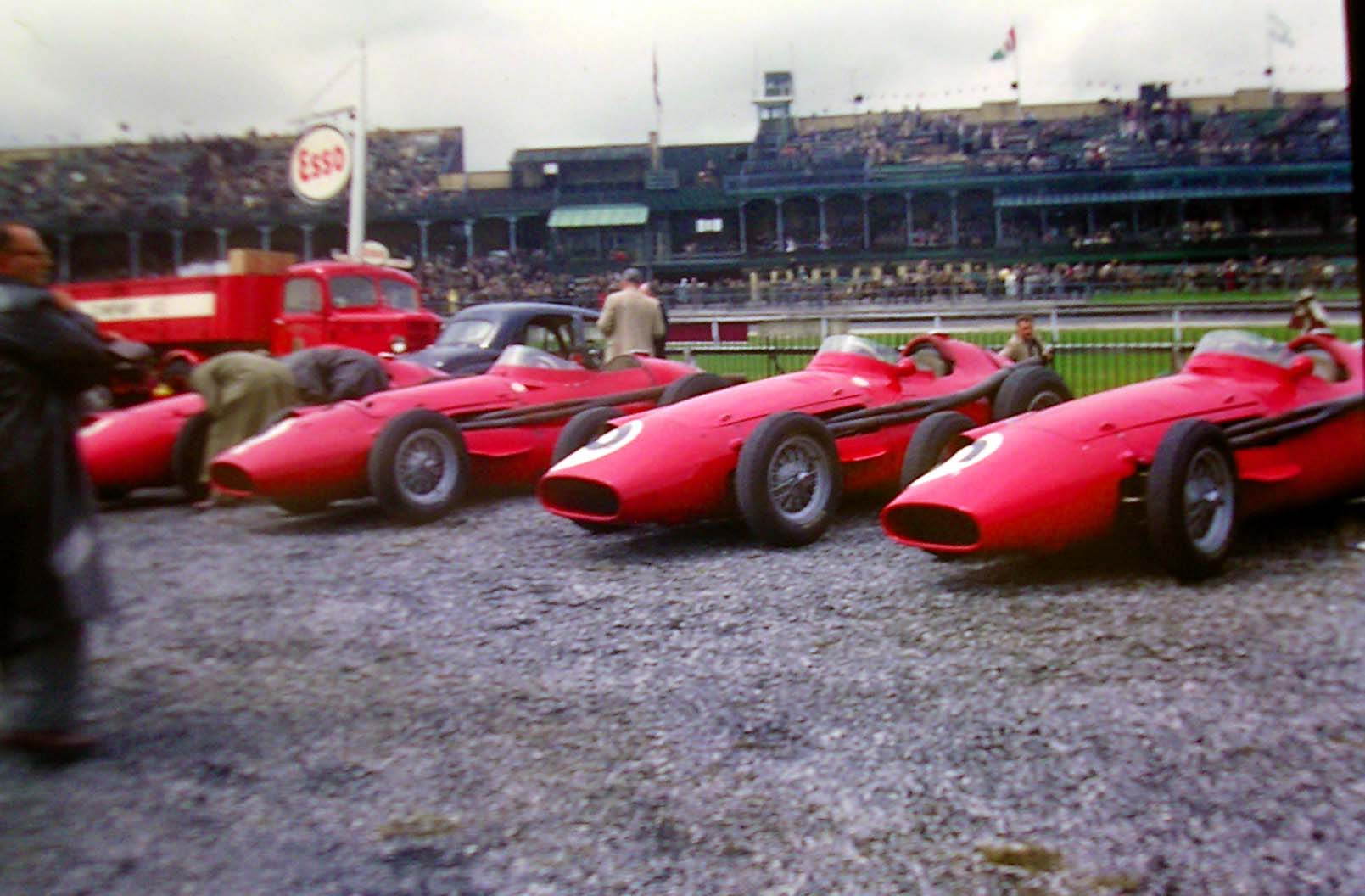
Les Maserati de Juan Manuel Fangio, Jean Behra, Harry Schell et Carlos Menditéguy dans le paddock d'Aintree en 1957.

La Scuderia Ferrari aligne la même équipe qu'au Grand Prix de France, à savoir quatre monoplaces de type 801 confiées à Mike Hawthorn, Peter Collins, Luigi Musso et Maurice Trintignant. La 801 est la dernière évolution de la D50 conçue par Lancia. Elle pèse 650 kg et dispose d'un moteur V8 semi-porteur d'une puissance de l'ordre de 285 chevaux.
- Maserati 250F "Usine"

Le constructeur de Modène a engagé quatre 250F pour Juan Manuel Fangio, Jean Behra, Harry Schell et Carlos Menditéguy. Les trois premiers disposent des versions allégées (620 kg) à empattement long, tandis que Menditéguy pilote un ancien modèle, un peu plus lourd, à empattement court. Le moteur est un six cylindres en ligne développant 270 chevaux à 8000 tr/min. Trois 250F privées sont également présentes, aux mains des Britanniques Horace Gould et Ivor Bueb et du Suédois Jo Bonnier.
- Vanwall VW "Usine"

C'est la première fois cette saison, que Tony Vandervell engage trois voitures : Stirling Moss, remis de son infection des sinus, et Tony Brooks, presque entièrement rétabli de son accident du Mans, ont repris leur place dans l'équipe, épaulés par Stuart Lewis-Evans, titularisé troisième pilote après sa belle prestation lors du Grand Prix de Reims au cours duquel une fuite d'huile lui a coûté la victoire. Légères (570 kg), très bien profilées et puissantes (leur moteur quatre cylindres alimenté par injection développe 285 chevaux), les Vanwall bénéficient d'une excellente vitesse de pointe et leurs quatre freins à disque Dunlop leur assurent un freinage très endurant.
- BRM P25 "Usine"

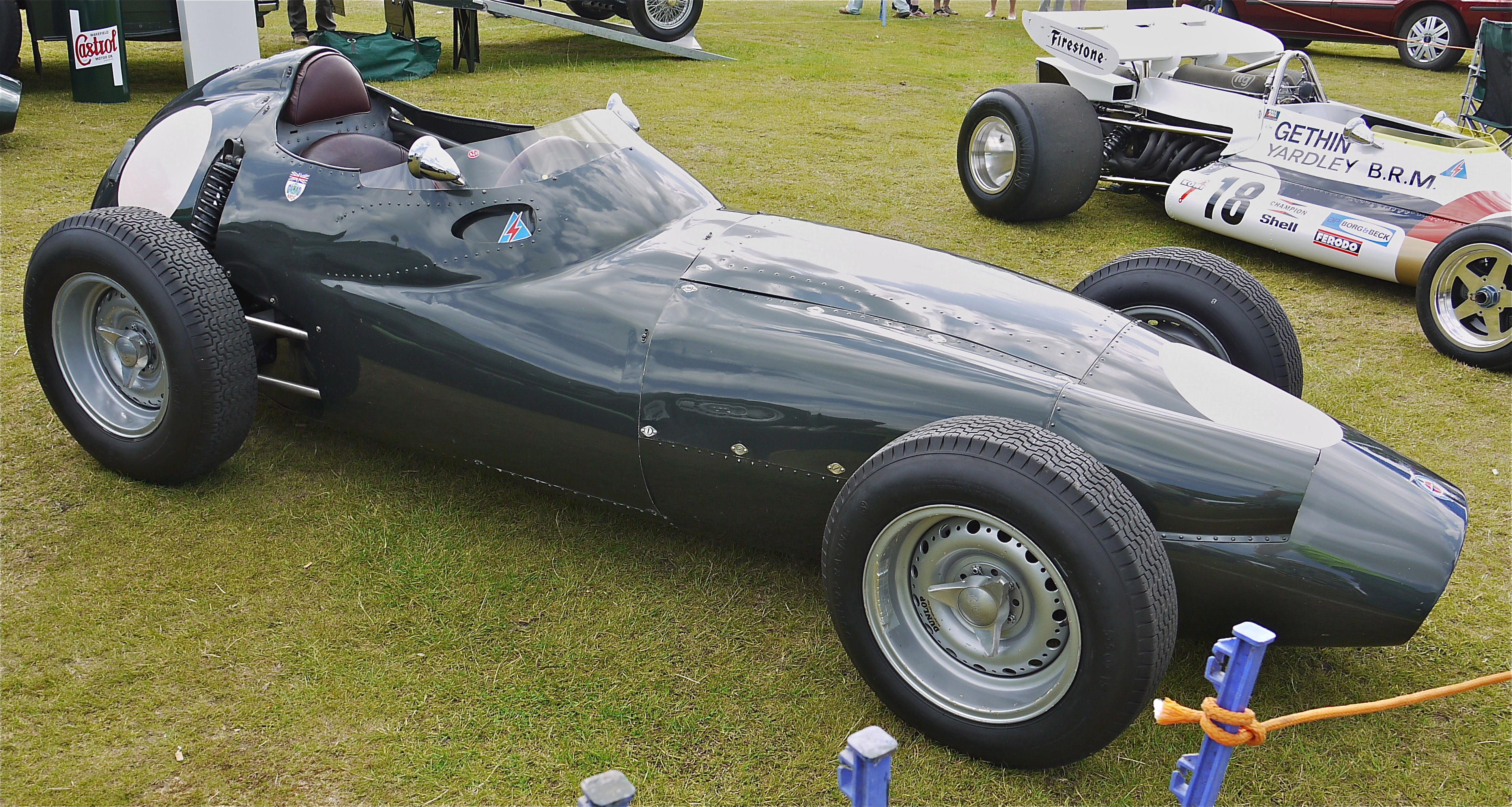
Une BRM P25 lors d'une manifestation historique.

L'équipe BRM a considérablement repensé ses modèles P25 pour la saison 1957, qui s'étaient avérés très fragiles à leurs débuts : les nouveaux châssis sont plus rigides que ceux de l'année passée et adoptent des suspensions arrière à ressorts hélicoïdaux au lieu des lames transversales. Le système de lubrification de la transmission a été repensé afin d'éviter les blocages chroniques ayant occasionné de sévères accidents par le passé. Avec 270 chevaux pour environ 550 kg, les BRM offrent un excellent rapport poids/puissance, mais l'équipe ne dispose pas de pilote de pointe pour les épreuves mondiales (Jean Behra et Harry Schell ne disputant que les épreuves hors championnat pour cette équipe). Le prometteur pilote américain Herbert MacKay-Fraser, auteur d'une convaincante prestation lors du Grand Prix de France, s'est malheureusement tué au cours d'une épreuve de formule 2 sur le circuit de Reims-Gueux, et le Britannique Roy Salvadori vient de quitter l'équipe pour rejoindre Cooper. Ils ont été remplacés au pied levé par les Britanniques Jack Fairman et Les Leston. 
- Cooper T43 "Usine"

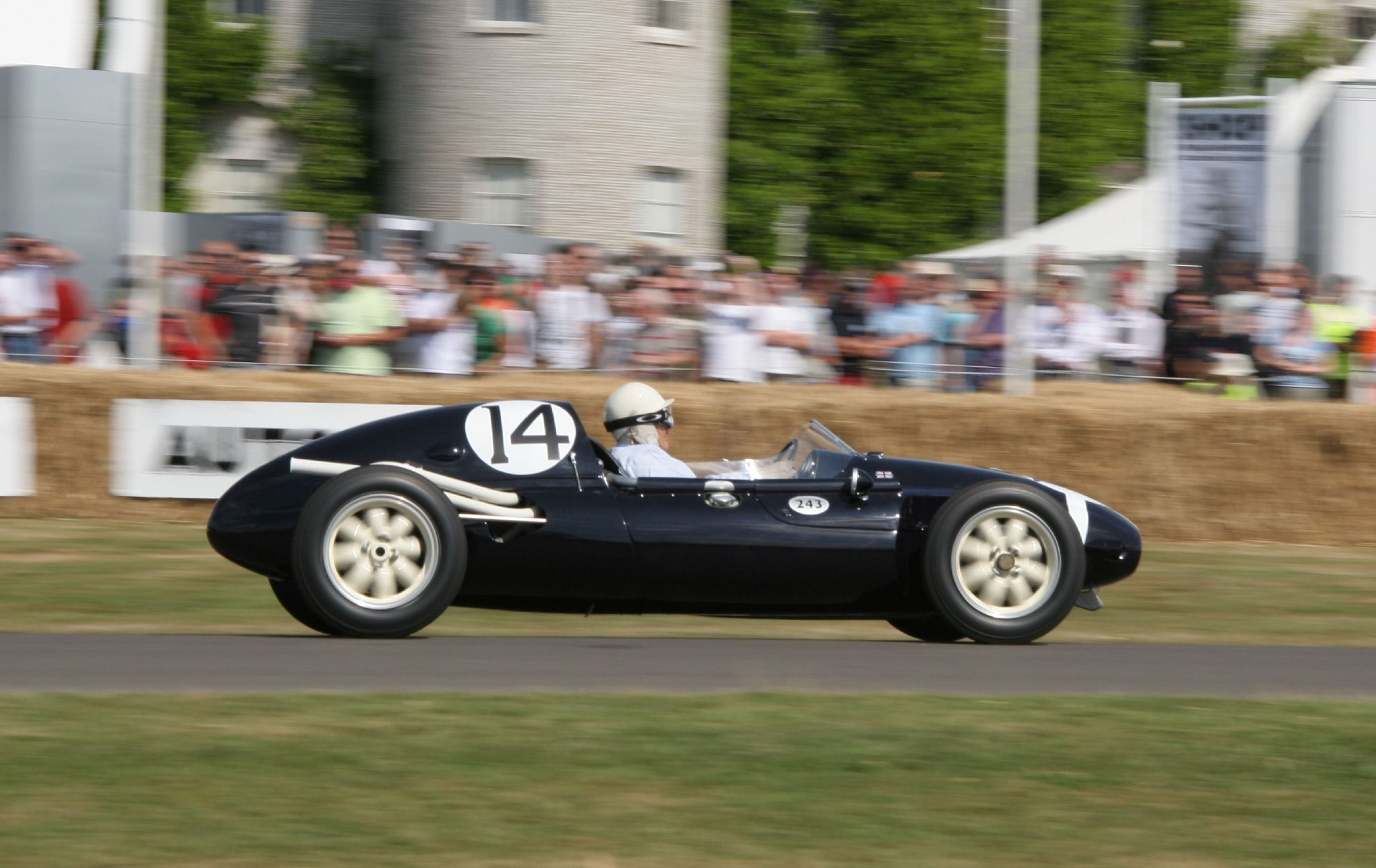
La Cooper-Climax T43, à moteur central arrière (ici lors d'une course historique).

Comme à Rouen, John Cooper a engagé deux T43 à moteur central arrière. Ces petites monoplaces, conçues à l'origine pour la formule 2, disposent pour les Grands Prix d'un moteur quatre cylindres Coventry Climax de deux litres de cylindrée développant environ 180 chevaux, l'ensemble pesant moins de 400 kg. Elles sont confiées à Jack Brabham et Roy Salvadori. Ils sont épaulés par Bob Gerard, qui a engagé sa propre voiture, équipée d'un moteur Bristol.

## Coureurs inscrits
| no | Pilote              | Écurie                    | Constructeur | Modèle        | N° châssis | Moteur             | Pneumatiques |
| -- | ------------------- | ------------------------- | ------------ | ------------- | ---------- | ------------------ | ------------ |
| 2  | Juan Manuel Fangio  | Officine Alfieri Maserati | Maserati     | Maserati 250F | 2529       | Maserati L6        | P            |
| 4  | Jean Behra          | Officine Alfieri Maserati | Maserati     | Maserati 250F | 2528       | Maserati L6        | P            |
| 6  | Harry Schell        | Officine Alfieri Maserati | Maserati     | Maserati 250F | 2527       | Maserati L6        | P            |
| 8  | Carlos Menditéguy   | Officine Alfieri Maserati | Maserati     | Maserati 250F | 2501       | Maserati L6        | P            |
| 10 | Mike Hawthorn       | Scuderia Ferrari          | Ferrari      | Ferrari 801   | D50/0009   | Ferrari V8         | E            |
| 12 | Peter Collins       | Scuderia Ferrari          | Ferrari      | Ferrari 801   | D50/0008   | Ferrari V8         | E            |
| 14 | Luigi Musso         | Scuderia Ferrari          | Ferrari      | Ferrari 801   | D50/0010   | Ferrari V8         | E            |
| 16 | Maurice Trintignant | Scuderia Ferrari          | Ferrari      | Ferrari 801   | D50/0006   | Ferrari V8         | E            |
| 18 | Stirling Moss       | Vandervell Products       | Vanwall      | Vanwall VW    | VW1        | Vanwall L4         | P            |
| 20 | Tony Brooks         | Vandervell Products       | Vanwall      | Vanwall VW    | VW4        | Vanwall L4         | P            |
| 22 | Stuart Lewis-Evans  | Vandervell Products       | Vanwall      | Vanwall VW    | VW5        | Vanwall L4         | P            |
| 24 | Jack Fairman        | Owen Racing Organisation  | BRM          | BRM P25       | 253        | BRM L4             | D            |
| 26 | Les Leston          | Owen Racing Organisation  | BRM          | BRM P25       | 255        | BRM L4             | D            |
| 28 | Jo Bonnier          | Privé                     | Maserati     | Maserati 250F | 2505       | Maserati L6        | P            |
| 30 | Horace Gould        | Gould's Garage            | Maserati     | Maserati 250F | 2514       | Maserati L6        | D            |
| 32 | Ivor Bueb           | Gilby Engineering         | Maserati     | Maserati 250F | 2507       | Maserati L6        | D            |
| 34 | Jack Brabham        | Cooper Car Company        | Cooper       | Cooper T43    | F2-7-57    | Coventry Climax L4 | D            |
| 36 | Roy Salvadori       | Cooper Car Company        | Cooper       | Cooper T43    | F2-3-57    | Coventry Climax L4 | D            |
| 38 | Bob Gerard          | Privé                     | Cooper       | Cooper T44    | F2-21-57   | Bristol L4         | D            |

## Qualifications
Les essais qualificatifs se déroulent les jeudi et vendredi précédant la course. Le jeudi après-midi, c'est tout d'abord les deux Vanwall de Stirling Moss et Tony Brooks qui se montrent les plus rapides, mais une fois la mise au point des Maserati achevée Jean Behra et Juan Manuel Fangio parviennent à surclasser les monoplaces britanniques, le Français réalisant son meilleur tour à la moyenne de 144,36 km/h, précédant son illustre coéquipier de six dixièmes de seconde. Lors de la séance du vendredi, on assiste à nouveau à un duel entre Vanwall et Maserati, les Ferrari semblant moins bien adaptées à la piste. En fin de séance, Moss parvient à tourner à 144,6 km/h de moyenne, battant de deux dixièmes de secondes le temps réalisé par Behra la veille et égalé par Brooks, qui complète la première ligne de la grille de départ. Fangio, qui souffre de maux d'estomac et dont le moteur semble moins puissant que celui de Behra, a amélioré ses chronos, mais reste à quatre dixièmes du temps de Moss et se voit relégué en seconde ligne, au côté d'Hawthorn qui s'est montré le plus rapide des pilotes de la Scuderia Ferrari.
| Pos. | Pilote              | Écurie         | Temps        | Écart    |
| ---- | ------------------- | -------------- | ------------ | -------- |
| 1    | Stirling Moss       | Vanwall        | 2 min 00 s 2 | -        |
| 2    | Jean Behra          | Maserati       | 2 min 00 s 4 | + 0 s 2  |
| 3    | Tony Brooks         | Vanwall        | 2 min 00 s 4 | + 0 s 2  |
| 4    | Juan Manuel Fangio  | Maserati       | 2 min 00 s 6 | + 0 s 4  |
| 5    | Mike Hawthorn       | Ferrari        | 2 min 01 s 2 | + 1 s 0  |
| 6    | Stuart Lewis-Evans  | Vanwall        | 2 min 01 s 2 | + 1 s 0  |
| 7    | Harry Schell        | Maserati       | 2 min 01 s 4 | + 1 s 2  |
| 8    | Peter Collins       | Ferrari        | 2 min 01 s 8 | + 1 s 6  |
| 9    | Maurice Trintignant | Ferrari        | 2 min 03 s 2 | + 3 s 0  |
| 10   | Luigi Musso         | Ferrari        | 2 min 03 s 4 | + 3 s 2  |
| 11   | Carlos Menditéguy   | Maserati       | 2 min 05 s 4 | + 5 s 2  |
| 12   | Les Leston          | BRM            | 2 min 05 s 6 | + 5 s 4  |
| 13   | Jack Brabham        | Cooper-Climax  | 2 min 07 s 0 | + 6 s 8  |
| 14   | Horace Gould        | Maserati       | 2 min 07 s 4 | + 7 s 2  |
| 15   | Roy Salvadori       | Cooper-Climax  | 2 min 07 s 4 | + 7 s 2  |
| 16   | Jack Fairman        | BRM            | 2 min 08 s 6 | + 8 s 4  |
| 17   | Jo Bonnier          | Maserati       | 2 min 12 s 6 | + 12 s 4 |
| 18   | Bob Gerard          | Cooper-Bristol | 2 min 12 s 6 | + 12 s 4 |
| 19   | Ivor Bueb           | Maserati       | 2 min 15 s 4 | + 15 s 2 |

## Grille de départ du Grand Prix
| 1re ligne | Pos. 1                           |                                  | Pos. 2                        |                               | Pos. 3                       |
|           | Moss Vanwall 2 min 00 s 2        |                                  | Behra Maserati 2 min 00 s 4   |                               | Brooks Vanwall 2 min 00 s 4  |
| 2e ligne  |                                  | Pos. 4                           |                               | Pos. 5                        |                              |
|           |                                  | Fangio Maserati 2 min 00 s 6     |                               | Hawthorn Ferrari 2 min 01 s 2 |                              |
| 3e ligne  | Pos. 6                           |                                  | Pos. 7                        |                               | Pos. 8                       |
|           | Lewis-Evans Vanwall 2 min 01 s 2 |                                  | Schell Maserati 2 min 01 s 4  |                               | Collins Ferrari 2 min 01 s 8 |
| 4e ligne  |                                  | Pos. 9                           |                               | Pos. 10                       |                              |
|           |                                  | Trintignant Ferrari 2 min 03 s 2 |                               | Musso Ferrari 2 min 03 s 4    |                              |
| 5e ligne  | Pos. 11                          |                                  | Pos. 12                       |                               | Pos. 13                      |
|           | Menditéguy Maserati 2 min 05 s 4 |                                  | Leston BRM 2 min 05 s 6       |                               | Brabham Cooper 2 min 07 s 0  |
| 6e ligne  |                                  | Pos. 14                          |                               | Pos. 15                       |                              |
|           |                                  | Emplacement vide                 |                               | Salvadori Cooper 2 min 07 s 4 |                              |
| 7e ligne  | Pos. 16                          |                                  | Pos. 17                       |                               | Pos. 18                      |
|           | Fairman BRM 2 min 08 s 6         |                                  | Bonnier Maserati 2 min 12 s 6 |                               | Gerard Cooper 2 min 12 s 6   |
| 8e ligne  |                                  |                                  | Pos. 19                       |                               |                              |
|           |                                  |                                  | Bueb Maserati 2 min 15 s 4    |                               |                              |

- Une place en sixième ligne est restée vacante à la suite du forfait de Gould, qualifié quatorzième sur sa Maserati.

## Déroulement de la course
Le départ de la course est donné le samedi à quatorze heures. Il a plu le matin, mais la piste est pratiquement sèche. Jean Behra (Maserati) prend un parfait envol du centre de la première ligne, et aborde le premier virage en tête, talonné par la Vanwall de Stirling Moss. Moss prend aussitôt après l'avantage sur la Maserati du pilote français ; à la fin du premier tour, il précède Behra, Tony Brooks (Vanwall) et les deux Ferrari de Mike Hawthorn et Peter Collins. Juan Manuel Fangio, qui s'élançait de la seconde ligne, a pris un mauvais départ et n'est que huitième, précédé par la Maserati d'Harry Schell et la Ferrari de Luigi Musso. Moss se détache rapidement de Behra, tandis que derrière Brooks et Hawthorn se disputent âprement la troisième place, échangeant constamment leurs positions. Ayant totalement loupé son départ, Stuart Lewis-Evans (Vanwall) remonte bientôt à la septième place, après avoir successivement dépassé les Maserati de Menditéguy et de Schell, puis celle de Fangio dont le moteur émet un bruit inquiétant et ne semble pas délivrer toute sa puissance. Brooks, encore mal remis de sa blessure à la jambe, ne peut lutter longtemps avec Hawthorn et lève le pied à partir du cinquième tour, se faisant alors bientôt rejoindre par les Ferrari de Collins et Musso. Collins le passe au cours du neuvième tour, Musso à la fin du suivant. Moss compte alors plus de sept secondes d'avance sur Behra et Hawthorn, roues dans roues, seize sur Collins, suivi à une seconde de Musso et Brooks, en passe d'être rejoints par Lewis-Evans. Fangio continue à perdre du terrain et compte déjà près de vingt-cinq secondes de retard sur l'homme de tête.
Musso commet une petite faute et perd sa cinquième place au cours du onzième tour, se faisant dépasser par Brooks, Lewis-Evans et Fangio. En tête, Moss semble contrôler facilement la situation, maintenant son avance sur Behra. Hawthorn est toujours troisième, mais perd progressivement le contact avec la Maserati du pilote français. Collins roule isolé en quatrième position, tandis que Lewis-Evans revient rapidement sur son coéquipier Brooks, qu'il dépasse au quinzième tour. Au vingtième passage devant les stands, l'avance de Moss sur Behra s'est stabilisée à huit secondes. Le pilote britannique semble avoir la situation en mains, quand son moteur commence à émettre un son moins clair. À la fin du vingt-deuxième tour, Moss s'engouffre dans les stands, où ses mécaniciens vérifient l'alternateur. Il repart en septième position mais n'accomplit qu'une seule boucle avant de s'arrêter à nouveau, le problème n'étant pas résolu. Behra occupe désormais le commandement devant les deux Ferrari d'Hawthorn et Collins et les deux Vanwall de Lewis-Evans et Brooks. Ce dernier souffre toujours de la jambe et ne parvient pas à donner le maximum, aussi au vingt-sixième tour lui est-il signifié de rentrer au stand afin de céder son volant à Moss. Brooks s'exécute et rentre au stand à la fin du vingt-septième tour pour un échange de voitures : Moss repart sur la numéro 20 en neuvième position, à plus d'une minute de la Maserati de tête, tandis que Brooks repart sur la numéro 18 au moteur cafouillant, qui compte quatre tours de retard. Moss dispose maintenant d'une voiture en parfait état et entame une spectaculaire remontée. Au vingt-neuvième tour, il est déjà septième, ayant déposé Menditéguy et profité de l'arrêt au stand de Schell, dont le moteur surchauffe. Behra compte alors près de cinq secondes d'avance sur Hawthorn et vingt-cinq sur Collins. Quatrième, Lewis-Evans est à plus de trente secondes de l'homme de tête, mais l'écart reste stable entre les deux hommes. Dix secondes plus loin vient Musso, qui a perdu du terrain. Fangio, dont le moteur manque toujours de puissance, roule isolé en sixième position et se fait progressivement rattraper par Moss qui est maintenant le plus rapide en piste, battant ses temps de qualification. Au trente-cinquième tour, le Britannique attaque le champion du monde, dont la voiture n'est pas en mesure de résister à la puissante Vanwall, et s'empare de la sixième place. Il a maintenant la Ferrari de Musso en ligne de mire : en cinq tours la jonction est faite et Moss prend la cinquième place. En tête, Behra a creusé l'écart sur Hawthorn et compte près d'une dizaine de secondes d'avance sur son poursuivant. Lewis-Evans, qui a dépassé Collins au trente-septième tour, occupe la troisième place à environ trente secondes de la Maserati de tête.
Moss poursuit son forcing, avec pour objectif la quatrième place de Collins. En cinq tours il fait la jonction et au quarante-sixième passage devant les stands il est devant son compatriote. Il tourne alors une seconde plus vite que les hommes de têtes, toujours emmenés par Behra qui semble en mesure de remporter son premier Grand Prix de championnat : après cinquante tours, il a porté son avance sur Hawthorn à onze secondes ; Lewis-Evans est à plus de trente secondes, Moss à plus de cinquante, alors trop loin pour espérer revenir à la régulière. Fangio vient d'abandonner, un bris de soupape ayant mis un terme aux ennuis du champion argentin, en proie à des problèmes moteur depuis le départ. Collins abandonne peu après à cause d'une fuite d'eau, cédant la cinquième place à son coéquipier Musso. Le pilote britannique reprendra un peu plus tard le volant de la Ferrari de Maurice Trintignant, mais, l'habitacle étant trop étroit pour lui n'effectuera que trois tours avant de rendre la main à son coéquipier. Moss remonte peu à peu sur son Lewis-Evans, améliorant régulièrement le record du tour. Au soixantième tour, l'écart entre les deux Vanwall s'est réduit à une petite dizaine de secondes. Nous sommes alors aux deux tiers de la course et Behra a toujours la situation en mains, gérant son avance sur Hawthorn. Jusqu'au soixante-neuvième tour, l'ordre reste inchangé, mais Moss, qui vient d'effectuer un tour à près de 146 km/h de moyenne, est maintenant dans les roues de Lewis-Evans, qu'il s'apprête à dépasser. C'est alors que se produit un double coup de théâtre : l'embrayage de la voiture de tête explose soudainement, coupant l'élan de Behra et le privant d'une victoire presque assurée. Hawthorn s'empare alors de la tête, mais pour quelques centaines de mètres seulement, car il a roulé sur des débris de la Maserati et un pneu crevé l'oblige à regagner le stand au ralenti. Il est alors débordé par les deux Vanwall, emmenées par Moss qui vient de déborder Lewis-Evans. Il reste alors vingt boucles à couvrir lorsque les voitures britanniques passent roues dans roues devant les stands, sous les acclamations du public. Lorsque Hawthorn repart de son stand après remplacement d'une roue arrière, il est tombé en quatrième position, derrière son coéquipier Musso, ayant perdu toute chance de victoire.
Moss et Lewis-Evans peuvent désormais lever le pied, leur avance sur Musso s'élevant à plus d'une minute. Le suspense n'est pourtant pas levé, la seconde Vanwall tombant en panne sur le circuit au cours du soixante-treizième tour, laissant Moss seul en tête. Le câble d'accélérateur s'est rompu, et Lewis-Evans perdra près de sept tours à effectuer une réparation de fortune, lui permettant de rejoindre son stand pour remplacement de la pièce. Moss, qui ne veut prendre aucun risque, se permet un arrêt afin d'effectuer un mini ravitaillement à la fin du soixante-dix-neuvième tour, permettant à Musso de revenir à quarante secondes. Moss a cependant course gagnée, et termine sur un rythme relativement paisible, laissant le pilote italien lui reprendre une seconde et demie au tour au cours des dix dernières boucles. Moss franchit victorieusement la ligne sous l'ovation de la foule, qui assiste à la première victoire d'une monoplace britannique en championnat du monde. Musso termine à vingt-cinq secondes du vainqueur, précédant ses coéquipiers Hawthorn et Trintignant. Roy Salvadori a perdu la quatrième à quelques tours de l'arrivée, sa petite Cooper étant tombée en panne de boîte de vitesses. Le pilote est tout de même parvenu à se classer cinquième en poussant sa voiture jusqu'à la ligne.

### Classements intermédiaires
Classements intermédiaires des monoplaces aux premier, cinquième, dixième, vingtième, trentième, quarantième, cinquantième, soixantième, soixante-dixième et quatre-vingtième tours.

### Classement de la course

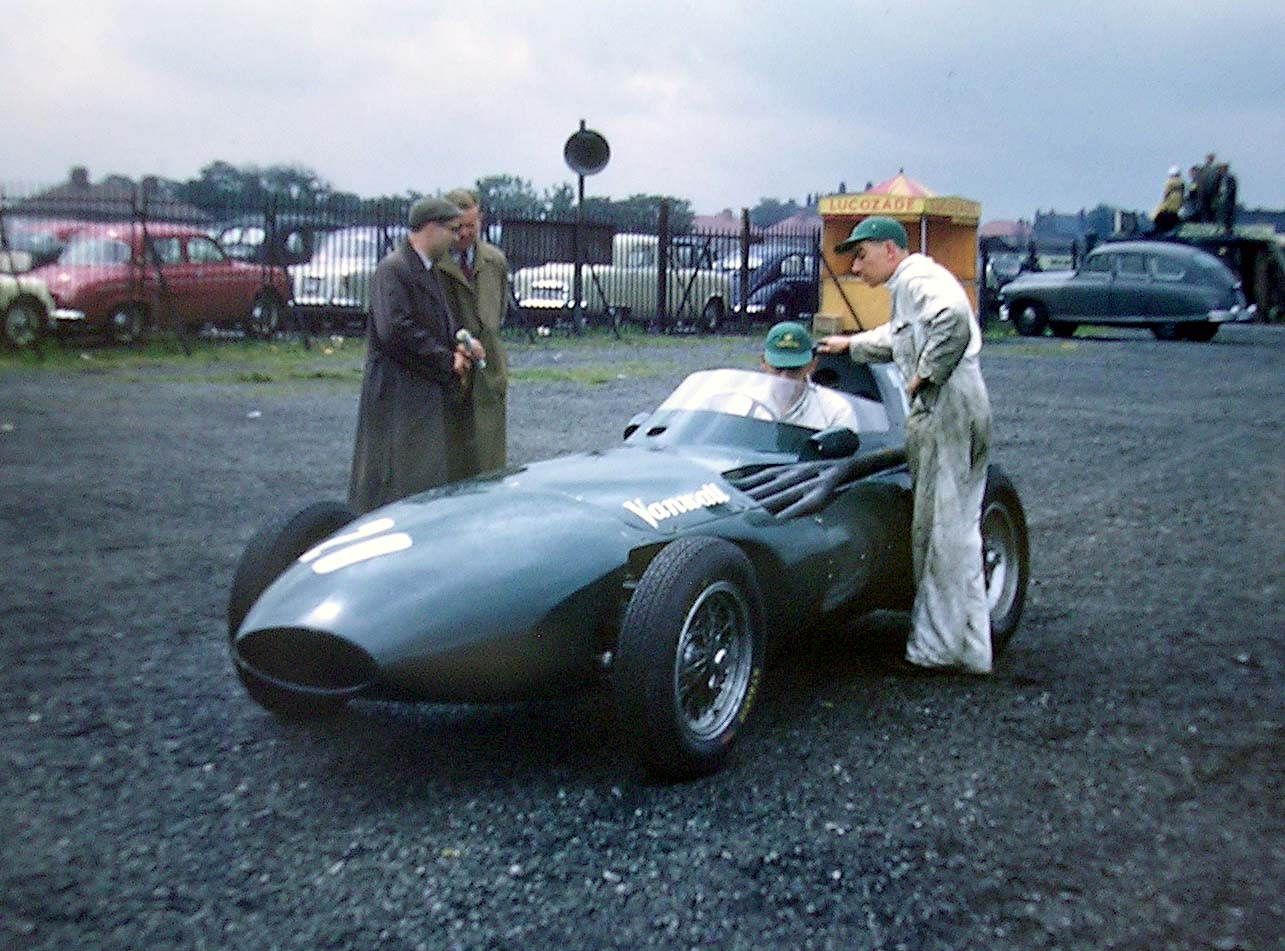
La Vanwall VW4 victorieuse à Aintree.

| Pos  | No | Pilote                            | Écurie         | Tours | Temps/Abandon                  | Grille | Points |
| ---- | -- | --------------------------------- | -------------- | ----- | ------------------------------ | ------ | ------ |
| 1    | 20 | Tony Brooks Stirling Moss         | Vanwall        | 90    | 3 h 06 min 37 s 8              | 3      | 4 5    |
| 2    | 14 | Luigi Musso                       | Ferrari        | 90    | 3 h 07 min 3 s 4 (+ 25 s 6)    | 10     | 6      |
| 3    | 10 | Mike Hawthorn                     | Ferrari        | 90    | 3 h 07 min 20 s 6 (+42 s 8)    | 5      | 4      |
| 4    | 16 | Maurice Trintignant Peter Collins | Ferrari        | 88    | 3 h 08 min 44 s 0 (+ 2 tours)  | 9      | 3 -    |
| 5    | 36 | Roy Salvadori                     | Cooper-Climax  | 85    | 3 h 06 min 39 s 2 (+ 5 tours)  | 15     | 2      |
| 6    | 38 | Bob Gerard                        | Cooper-Bristol | 82    | 3 h 07 min 22 s 8 (+ 8 tours)  | 18     |        |
| 7    | 22 | Stuart Lewis-Evans                | Vanwall        | 82    | 3 h 07 min 26 s 4 (+ 8 tours)  | 6      |        |
| 8    | 32 | Ivor Bueb                         | Maserati       | 71    | 3 h 07 min 11 s 8 (+ 19 tours) | 19     |        |
| Abd. | 34 | Jack Brabham                      | Cooper-Climax  | 74    | Embrayage                      | 13     |        |
| Abd. | 4  | Jean Behra                        | Maserati       | 69    | Embrayage                      | 2      |        |
| Abd. | 12 | Peter Collins                     | Ferrari        | 53    | Fuite d'eau                    | 8      |        |
| Abd. | 18 | Stirling Moss Tony Brooks         | Vanwall        | 51    | Moteur                         | 1      |        |
| Abd. | 2  | Juan Manuel Fangio                | Maserati       | 49    | Moteur                         | 4      |        |
| Abd. | 24 | Jack Fairman                      | BRM            | 46    | Moteur                         | 16     |        |
| Abd. | 26 | Les Leston                        | BRM            | 44    | Moteur                         | 12     |        |
| Abd. | 6  | Harry Schell                      | Maserati       | 39    | Pompe à eau                    | 7      |        |
| Abd. | 8  | Carlos Menditéguy                 | Maserati       | 35    | Transmission                   | 11     |        |
| Abd. | 28 | Jo Bonnier                        | Maserati       | 18    | Boîte de vitesses              | 17     |        |
| Np.  | 30 | Horace Gould                      | Maserati       |       | Accident aux essais            | 14     |        |

### Pole position et record du tour
- Pole position :  Stirling Moss en 2 min 0 s 2 (vitesse moyenne : 144,599 km/h). Temps réalisé lors de la séance d'essais du vendredi 19 juillet[8].
- Meilleur tour en course :  Stirling Moss en 1 min 59 s 2 (vitesse moyenne : 145,812 km/h) au soixante-sixième tour[11].

### Tours en tête
- Stirling Moss : 43 tours (1-22 / 70-90)
- Jean Behra : 47 tours (23-69)
- Bien que ne figurant pas officiellement parmi les pilotes ayant mené la course, Mike Hawthorn a effectué quelques centaines de mètres en tête au volant de sa Ferrari au cours du soixante-dixième tour : prenant le commandement au moment où l'embrayage de la Maserati de Jean Behra a explosé, le Britannique a dû presque aussitôt rentrer au stand à cause d'un pneu crevé en passant sur les débris de la voiture du Français.

## Classement général à l'issue de la course
- attribution des points : 8, 6, 4, 3, 2 respectivement aux cinq premiers de chaque épreuve et 1 point supplémentaire pour le pilote ayant accompli le meilleur tour en course (signalé par un astérisque)
- Le règlement permet aux pilotes de se relayer sur une même voiture, les points éventuellement acquis étant alors partagés. En Argentine, González et Portago marquent un  point chacun pour leur cinquième place, Brooks et Moss marquent chacun quatre points pour leur victoire en Grande-Bretagne. Ayant accompli trois tours au volant de la voiture de Trintignant, classée quatrième en Grande-Bretagne, Collins ne peut cependant prétendre à la moitié des trois points associés, la distance accomplie par le pilote britannique au cours de son relais étant insuffisante[12].
- Sur neuf épreuves qualificatives initialement prévues pour le championnat du monde 1957, huit seront effectivement courues, le Grand Prix de Belgique, programmé le 2 juin, et le Grand Prix des Pays-Bas, programmé le 16 juin[13], ayant été annulés. À la suite de ces défections, la Commission sportive internationale intégrera le Grand Prix de Pescara (épreuve traditionnellement hors championnat) au calendrier mondial.

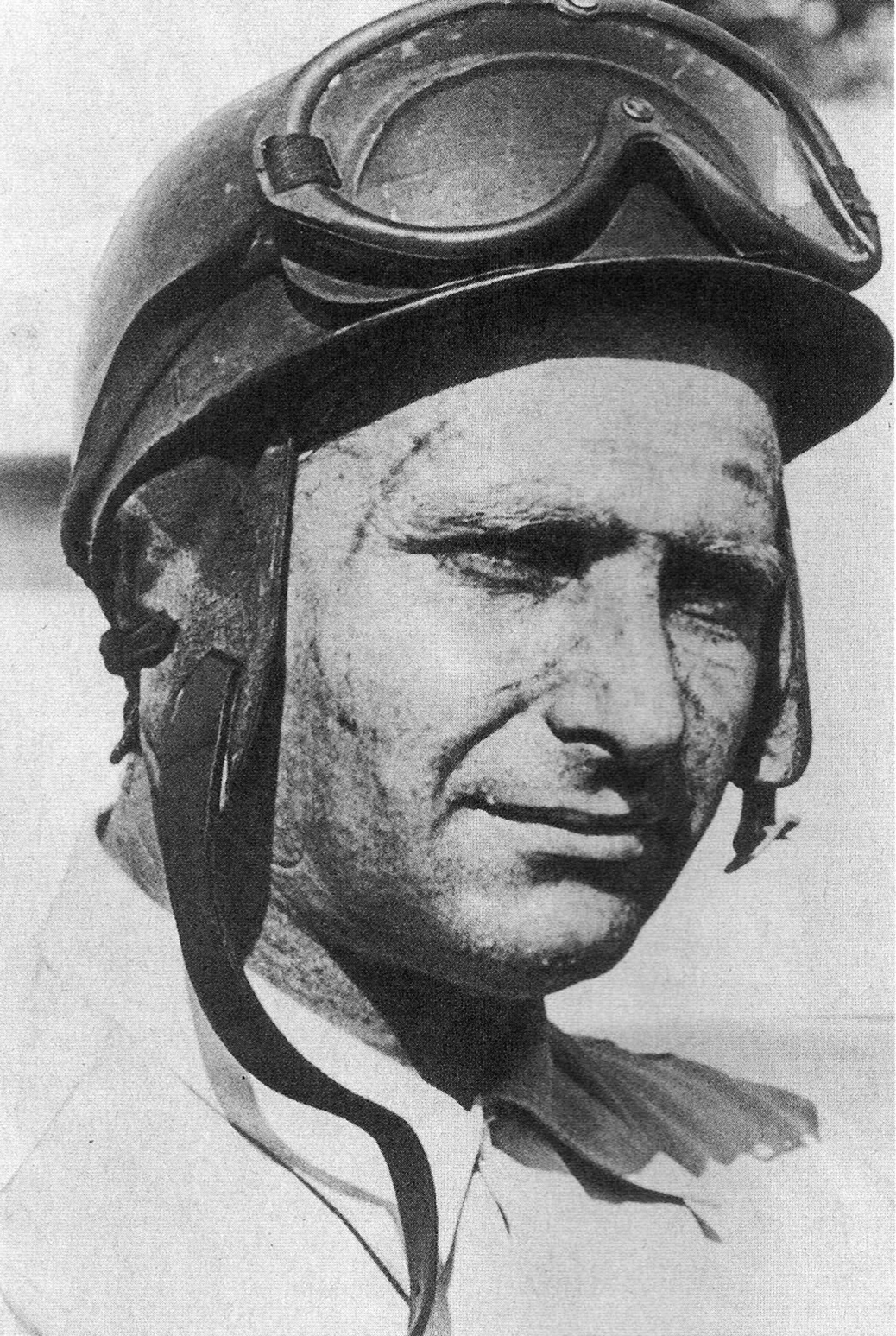
Malgré le faux-pas d'Aintree, Juan Manuel Fangio reste largement en tête du championnat du monde.

| Pos. | Pilote                | Écurie             | Points | ARG | MON | 500 | FRA | GBR | ALL | PES | ITA |
| ---- | --------------------- | ------------------ | ------ | --- | --- | --- | --- | --- | --- | --- | --- |
| 1    | Juan Manuel Fangio    | Maserati           | 25     | 8   | 9*  | -   | 8   | -   |     |     |     |
| 2    | Luigi Musso           | Ferrari            | 13     | -   | -   | -   | 7*  | 6   |     |     |     |
| 3    | Tony Brooks           | Vanwall            | 10     | -   | 6   | -   | -   | 4   |     |     |     |
| 4    | Sam Hanks             | Epperly            | 8      | -   | -   | 8   | -   | -   |     |     |     |
| 5    | Jim Rathmann          | Epperly            | 7      | -   | -   | 7*  | -   | -   |     |     |     |
|      | Mike Hawthorn         | Ferrari            | 7      | -   | -   | -   | 3   | 4   |     |     |     |
| 7    | Stirling Moss         | Maserati & Vanwall | 6      | 1*  | -   | -   | -   | 5*  |     |     |     |
|      | Jean Behra            | Maserati           | 6      | 6   | -   | -   | -   | -   |     |     |     |
| 9    | Harry Schell          | Maserati           | 5      | 3   | -   | -   | 2   | -   |     |     |     |
|      | Maurice Trintignant   | Ferrari            | 5      | -   | 2   | -   | -   | 3   |     |     |     |
| 11   | Carlos Menditéguy     | Maserati           | 4      | 4   | -   | -   | -   | -   |     |     |     |
|      | Masten Gregory        | Maserati           | 4      | -   | 4   | -   | -   | -   |     |     |     |
|      | Jimmy Bryan           | Kuzma              | 4      | -   | -   | 4   | -   | -   |     |     |     |
|      | Peter Collins         | Ferrari            | 4      | -   | -   | -   | 4   | -   |     |     |     |
| 15   | Stuart Lewis-Evans    | Connaught          | 3      | -   | 3   | -   | -   | -   |     |     |     |
|      | Paul Russo            | Kurtis Kraft       | 3      | -   | -   | 3   | -   | -   |     |     |     |
| 17   | Andy Linden           | Kurtis Kraft       | 2      | -   | -   | 2   | -   | -   |     |     |     |
|      | Roy Salvadori         | Cooper             | 2      | -   | -   | -   | -   | 2   |     |     |     |
| 19   | José Froilán González | Ferrari            | 1      | 1   | -   | -   | -   | -   |     |     |     |
|      | Alfonso de Portago    | Ferrari            | 1      | 1   | -   | -   | -   | -   |     |     |     |

## À noter
- 1re victoire en championnat du monde pour Tony Brooks ; le pilote britannique avait déjà remporté un Grand Prix de Formule 1, en 1955[14], il s'agit donc de sa deuxième victoire en F1.
- 4e victoire en championnat du monde pour Stirling Moss.
- 1re victoire en championnat du monde pour Vanwall en tant que constructeur.
- 1re victoire en championnat du monde pour Vanwall en tant que motoriste.
- 1re victoire d'une voiture britannique en championnat du monde de Formule 1.
- 1ers' points en championnat du monde pour Tony Brooks et Roy Salvadori.
- 8e et dernier Grand Prix de championnat du monde pour Bob Gerard.
- 2e et dernier Grand Prix de championnat du monde pour Les Leston.

- Voitures copilotées:
  - n° 20 : Tony Brooks (27 tours) et Stirling Moss (63 tours[11]). Ils se partagent les 8 points de la 1re place.
  - n° 16 : Maurice Trintignant (85 tours) et Peter Collins (3 tours). Trintignant reçoit les 3 points de sa 4e place sans les partager avec Collins qui n'a pas parcouru un nombre significatif de tours.
  - n° 18 : Stirling Moss (23 tours) et Tony Brooks (28 tours[15]).